# Olivier Strelli
Olivier Strelli pseudoniem van Nissim Israël, (Kinshasa, 1946) is een Belgisch modeontwerper.

## Biografie
Als zoon van een textieldrukker te Kinshasa ging hij textielingenieur studeren te Doornik en vervolgens een postgraduaat te Londen. Na zijn studies keert hij in 1969 terug naar Zaire om zich in 1974 te vestigen in Brussel.
Hij startte in de confectie en opende enkele jaren later een winkel. De eerste volledige collectie van zijn hand werd te Parijs in 1980 getoond.
In 1989 en 1999 ontwierp hij voor Sabena de uniformen van de airhostessen.
Hij mag ook geregeld kledij maken voor Belgische koninklijke familie en andere bekende personen waaronder de Rolling Stones, Brigitte Bardot en Stevie Wonder.
In 2010 mocht hij voor een ander overheidsbedrijf de uniformen ontwerpen en ontwierp de nieuwe uniformen van de NMBS.
Hij is de vader van Mélissa Israël, de presentatrice van Télé-Bruxelles en de neef van John Stargasm, de zanger van de rockgroep Ghinzu.